# Paraíso (Costa Rica)

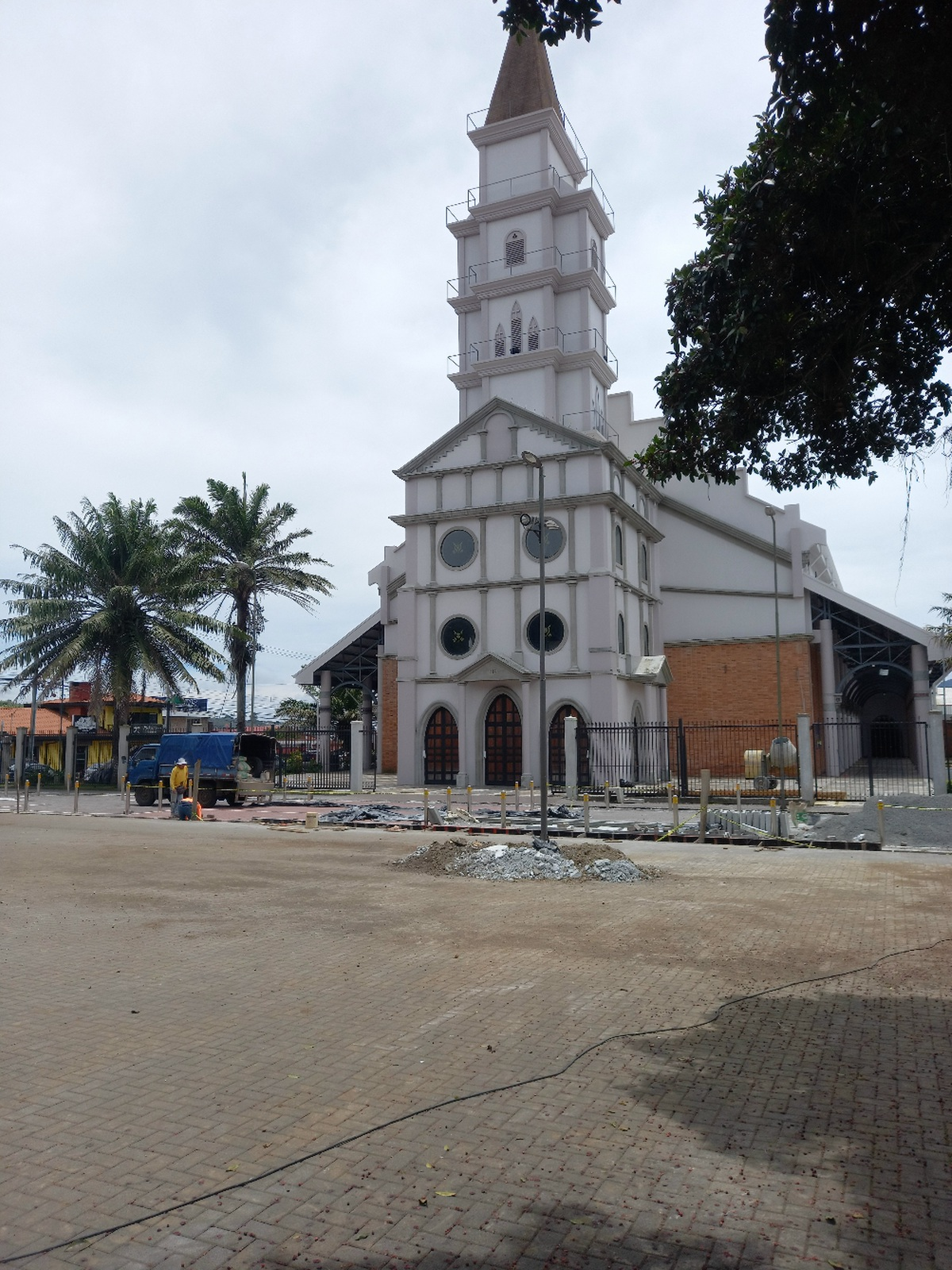
Santuario Nacional de Nuestra Señora de la Limpia Concepción del Rescate de Ujarrás

Paraíso es un distrito y ciudad cabecera del cantón de Paraíso, en la provincia de Cartago, de Costa Rica.

## Historia
Paraíso fue fundada en 1823, y era conocida originalmente como El Paraíso.
Durante el gobierno de don José Rafael de Gallegos y Alvarado, se promulgó la ley n.º 50, de 23 de mayo de 1832, que dispuso el traslado de la villa Ujarrás, cabecera del distrito de Paraíso, al llano de Santa Lucía, la cual en lo sucesivo se llamaría la villa del Paraíso.
Los argumentos que se dieron para justificar el cambio de la población, fueron el peligro constante de inundación de los ríos aledaños, la inestabilidad de los terrenos y las enfermedades que asolaban al lugar.

## Ubicación
La ciudad está ubicada a una distancia de 8 km al sureste de la ciudad de Cartago, por lo que forma parte de su área metropolitana, en el Valle de El Guarco.

## Geografía
Paraíso cuenta con un área de 18,29 km² y una altitud media de 1325 m s. n. m.

## Demografía
Para el año 2022, Paraíso cuenta con una población estimada de 25 295 habitantes, y para el último censo efectuado, en 2011, Paraíso contaba con una población de 20 601 habitantes.
La ciudad y su respectivo distrito, concentran poco más del 33% de la población total del cantón de Paraíso.

## Turismo
Paraíso posee como atracciones turísticas:
- A 7 km del centro de la ciudad se encuentra un complejo de granjas administradas por una organización sin fines de lucro, llamada "Finca La Flor", donde se experimenta con de agricultura sostenible y la reforestación.
- Las ruinas de Ujarrás se encuentran en este distrito.
- El Lago de Cachi se ubica en el sur, que alimenta la planta hidroeléctrica del Instituto Costarricense de Electricidad esta importante obra de infraestructura para la generación eléctrica, también a los alrededores de éste lago artificial se dan diversas actividades turísticas y comerciales.

## Transporte

### Carreteras
Al distrito lo atraviesan las siguientes rutas nacionales de carretera:
- Ruta nacional 10
- Ruta nacional 224
- Ruta nacional 404
- Ruta nacional 416

## Ciudad hermanada
Paraíso tiene como ciudad hermanada:
- Coral Springs, Florida, Estados Unidos